# Belopoltsi
Belopoltsi of Belopolci (Bulgaars: Белополци) is een dorp in het zuiden van Bulgarije. Het is gelegen in de gemeente Ivaïlovgrad, oblast Chaskovo. Het dorp ligt hemelsbreed 50 km ten zuidoosten van de stad Chaskovo en 207 kilometer ten zuidoosten van Sofia.

## Bevolking
Op 31 december 2019 werden er 281 inwoners in het dorp geregistreerd door het Nationaal Statistisch Instituut van Bulgarije, een daling vergeleken met het maximum van 435 personen in 1985. In de periode 1985-1989 emigreerden veel inwoners naar Turkije, als gevolg van de bulgariseringscampagnes van het communistisch regime, waarbij het Bulgaarse Turken verboden werd om hun moedertaal te spreken en hun religie vrij uit te oefenen.
|  |

Slechts 33 van de 291 inwoners van het dorp Belopoltsi reageerden op de optionele volkstelling van 2011. Van deze 33 respondenten identificeerden 29 personen zichzelf als etnische Turken, terwijl de rest ‘ondefinieerbaar’ was. 
| Etnische samenstelling van de respondenten (2011) | Etnische samenstelling van de respondenten (2011) | Etnische samenstelling van de respondenten (2011) | Etnische samenstelling van de respondenten (2011) | Etnische samenstelling van de respondenten (2011) |
| ------------------------------------------------- | ------------------------------------------------- | ------------------------------------------------- | ------------------------------------------------- | ------------------------------------------------- |
|                                                   |                                                   |                                                   |                                                   |                                                   |
| Bulgaren                                          | Bulgaren                                          |                                                   | 0,0%                                              | 0,0%                                              |
| Turken                                            | Turken                                            |                                                   | 87,9%                                             | 87,9%                                             |
| Roma                                              | Roma                                              |                                                   | 0,0%                                              | 0,0%                                              |
| Anders/Onbekend                                   | Anders/Onbekend                                   |                                                   | 12,1%                                             | 12,1%                                             |